# Battle Magic
 (mars 2023).
Si vous disposez d'ouvrages ou d'articles de référence ou si vous connaissez des sites web de qualité traitant du thème abordé ici, merci de compléter l'article en donnant les références utiles à sa vérifiabilité et en les liant à la section « Notes et références ».
Albums de Bal-Sagoth
Starfire Burning Upon the Ice Veiled Throne of Ultima Thule
(1996) The Power Cosmic
(1999)
Battle Magic est le troisième album studio du groupe de black metal symphonique britannique Bal-Sagoth. Sorti en 1998, c'est leur dernier disque sur Cacophonous Records.

## Composition du groupe
- Byron Roberts : chant
- Chris Mauding : guitare (et basse en studio)
- Alistair Mac Lachty : basse en live
- Leon Forrest : claviers en live
- Jonny Mauding : batterie (et claviers en studio)

## Liste des chansons de l'album
| No  | Titre | Durée |
| --- | --- | ----- |
| 1.  | Battle Magic (instrumental) | 2:45  |
| 2.  | Naked Steel (The Warrior's Saga) | 4:44  |
| 3.  | A Tale From The Deep Woods | 5:36  |
| 4.  | Return To The Praesidium Of Ys | 6:29  |
| 5.  | Crystal Shards (instrumental) | 2:17  |
| 6.  | The Dark Liege Of Chaos Is Unleashed At The Ensorcelled Shrine Of Azura-Kai (The Splendour Of A Thousand Swords Gleamin'Beneath The Blazon Of The Hyperborean Empire Part II | 4:14  |
| 7.  | When Rides The Scion Of The Storms | 6:16  |
| 8.  | Blood Slakes The Sand At The Circus Maximus | 8:53  |
| 9.  | Thwarted By The Dark (Blade Of The Wampyre Hunter) | 6:18  |
| 10. | And Atlantis Falls... (instrumental) | 2:22  |